# Bastelica
Bastelica är en kommun i departementet Corse-du-Sud på ön Korsika i Frankrike. Kommunen ligger  i kantonen Bastelica som tillhör arrondissementet Ajaccio. År 2022 hade Bastelica 517 invånare.

## Befolkningsutveckling
Antalet invånare i kommunen Bastelica
Referens:INSEE